# Большой Арташ (Сабинский район)
Большой Арташ (тат. Олы Арташ) — село в Сабинском районе Татарстана. Входит в состав Арташского сельского поселения.

## География
Находится на реке Мёша, в 18 км к юго-востоку от посёлка городского типа Богатые Сабы.

## История
Основано в XVI веке. В исторических документах известно также под названием Клянчеево.
В XVIII — первой половине XIX века жители относились к сословию государственных крестьян. Их основные занятия в этот период — земледелие и разведение скота, были распространены пчеловодство, пилка леса, портняжный, рогоже-кулеткацкий и шерстобитный промыслы.
В «Списке населенных мест по сведениям 1859 года», изданном в 1866 году, населённый пункт упомянут как казённая деревня Большой Арташ 1-го стана Мамадышского уезда Казанской губернии. Располагалась при реке Мёше, по правую сторону Зюрейского торгового тракта, в 60 верстах от уездного города Мамадыша и в 30 верстах от становой квартиры во владельческом селе Кукморе (Таишевский Завод). В деревне, в 52 дворах жили 411 человек (189 мужчин и 222 женщины), была мечеть.
В начале XX века в селе действовали мечеть, 2 мелочные лавки. В этот период земельный надел сельской общины составлял 907,8 десятины.
До 1920 года село входило в Абдинскую волость Мамадышского уезда Казанской губернии. С 1920 года в составе Мамадышского кантона ТАССР. С 10 августа 1930 года в Сабинском районе.
В 1930-х годах в селе был организован колхоз, с 1960 года в составе совхоза «Икшурминский», с 1967 года — совхоза «Сабинский», с 1990 года совхоза «Арташский» (с 1995 года коллективное предприятие), с 2004 года — крестьянского (фермерского) хозяйства, с 2009 года — общества с ограниченной ответственностью «Арташ».

## Население
| 1782 | 1859 | 1897 | 1908 | 1920 | 1926 | 1938 | 1949 | 1970 | 1979 | 1989 | 2002 | 2010 | 2020 |
| ---- | ---- | ---- | ---- | ---- | ---- | ---- | ---- | ---- | ---- | ---- | ---- | ---- | ---- |
| 76   | 411  | 536  | 683  | 720  | 688  | 676  | 467  | 547  | 458  | 340  | 333  | 295  | 311  |

Национальный состав села — татары.

## Экономика
С 2011 года село в составе общества с ограниченной ответственностью «Сельскохозяйственное предприятие «Нырты». Действует крестьянское (фермерское) хозяйство «Арташ» (животноводство). Население занимается растениеводством и животноводством.

## Инфраструктура
В селе действуют неполная средняя школа, детский сад (оба с 1995 г.), клуб, фельдшерско-акушерский пункт.

## Религия
Мечеть «Габделхак» (с 2006 г.).

## Известные люди
- Ш. М. Бариев (1950—1994) — актёр театра и кино, заслуженный артист ТАССР